# 문호개방정책
문호개방정책(門戶開放政策, 영어: Open Door Policy)은 특정한 지역에 대해 모든 나라의 모든 국민에 대하여, 평등한 상업 및 공업 활동의 기회가 주어져야 한다는 주장이다. 기회균등과 같은 뜻이며 정치학적으로는 하나의 국제정책의 원리다.
어원은 1899년 미국 국무장관 존 헤이가 중국의 문호개방을 주장하여 워싱턴 회의(1921 - 22년)에서 정해진 9개국 조약에 의하여 규정한 것에서 유래한다. 그러나 미국에 대해서는 중국시장 획득의 지연을 회복하고 동시에 영국·독일·프랑스 등 선진자본주의 여러 나라나 일본의 중국 진출을 막는 억제책이었다.

## 같이 보기
- 문호개방통첩